# John (rivière)
La rivière John est une rivière du nord de l'Alaska aux États-Unis, de 110 kilomètres (68 mi) de long. Elle prend sa source dans la chaîne Brooks, et se jette dans le Koyukuk, lui-même affluent du Yukon.
Elle prend sa source dans la chaîne Brooks, au col Anaktuvuk, et se jette dans la rivière Koyukuk près du cercle arctique.
La partie de la rivière qui traverse le parc national et réserve des Gates of the Arctic a été désignée comme National Wild and Scenic River le 2 décembre 1980.
La vallée de la rivière John est un important lieu de passage des caribous lors de leur migration saisonnière.

## Source
- (en) Cet article est partiellement ou en totalité issu de l’article de Wikipédia en anglais intitulé « John River (Alaska) » (voir la liste des auteurs).
- (en) « John (rivière) », Geographic Names Information System